# Варошки манастир
Варошки манастир се налази у подножју Марковог града у Вароши код Прилепа. Манастир се састоји од цркве Светог архангела Михаила и два манастирска конака. Манастир је посвећен Светом Светом архангелу Михаилу, 1998. године манастир је обновљен и масовно је посећен од стране верника, јер се ту чува део моштију Светих Козме и Дамјана. Варошки манастир је једно од најлепших и најзначајнијих споменика културе и верских центара у Северној Македонији и стављен је под заштиту државе као споменик културе.

## Галерија
- Манастирска црква, јужна страна
- Фреске, 14. век
- Фреска Вукашина Мрњавчевића, 14. век
- Фреска Краљевића Марка, 14. век